# (74076) 1998 MT33
(74076) 1998 MT33 – planetoida z pasa głównego asteroid okrążająca Słońce w ciągu 4,24 lat w średniej odległości 2,62 j.a. Odkryta 24 czerwca 1998 roku.